# Ibrahim Abu an-Nadża (polityk)
Ibrahim Abu an-Nadża (arab. إبراهيم أبو النجا, ur. w lipcu 1943 w Chan Junus) – palestyński polityk i samorządowiec, od 2017 gubernator Muhafazy Gazy.
W latach 1996–2005 był wiceprzewodniczącym Rady Legislacyjnej Autonomii Palestyńskiej, a w latach 2004–2005 pełnił funkcję ministra rolnictwa w drugim rządzie Ahmada Kuraja. Jest jednym z założycieli Al-Fatahu.

## Biografia
Był generałem Armii Wyzwolenia Palestyny. Jest jednym z założycieli Al-Fatahu, był także sekretarzem tejże partii w Strefie Gazy.
W 1996 roku został wybrany wiceprzewodniczącym nowo utworzonego organu władzy ustawodawczej w Autonomii Palestyńskiej – Rady Legislacyjnej. Stanowisko to pełnił do 2005 roku. W trakcie Drugiej Intifady był przewodniczącym Wysokiego Komitetu ds. Monitorowania Sił Narodowych i Islamskich.
1 czerwca 2004 roku został zaprzysiężony na urząd ministra rolnictwa w drugim rządzie Ahmada Kuraja, zastępując na tym stanowisku Rauhiego Fattuha, który to został wybrany przewodniczącym Rady Legislacyjnej Autonomii Palestyńskiej. Stanowisko to pełnił do 24 lutego 2005 roku. 24 marca 2007 roku został powołany na przewodniczącego Naczelnej Komisji ds. Pojednania Narodowego (arab. للجنة الوطنية العليا للوفاق).
31 grudnia 2017 roku prezydent Mahmud Abbas mianował an-Nadżę gubernatorem Muhafazy Gazy.